# Elman Əsgərov
Elman Əsgərov (ur. 13 września 1975) – azerski zapaśnik walczący w stylu wolnym. Olimpijczyk z Aten 2004, gdzie zajął dwunaste miejsce w kategorii 66 kg.
Piąty na mistrzostwach świata w 2001. Wicemistrz Europy w 2002 i 2005. Brązowy medalista akademickich MŚ w 1996 roku.